# 瓦卢瓦地区托尔西
瓦卢瓦地区托尔西（法語：Torcy-en-Valois，法語發音：[tɔʁsi ɑ̃ valwa]），或纯音译作托尔西昂瓦卢瓦，是法国上法兰西大区埃纳省的一个市镇，属于蒂耶里堡区。

## 地理
瓦卢瓦地区托尔西（49°5'15"N, 3°16'42"E）面积3.62 平方千米，位于法国上法蘭西大區埃纳省，该省份为法国北部内陆省份，北起北部省，西接索姆省和瓦兹省，东临阿登省和马恩省，西南至塞纳-马恩省，东北部与比利时接壤。
与瓦卢瓦地区托尔西接壤的市镇（或旧市镇、城区）包括：贝洛、比西亚尔、利西克利尼翁、吕西勒博卡日。

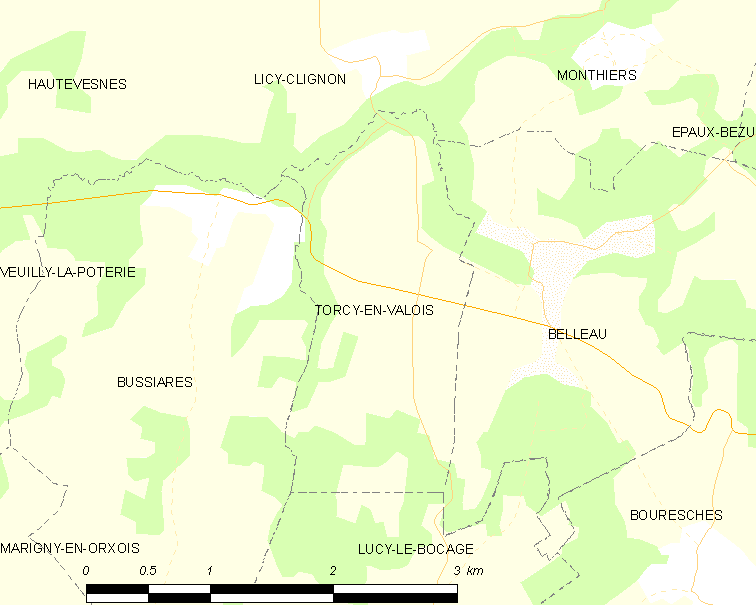
瓦卢瓦地区托尔西的OSM定位图

瓦卢瓦地区托尔西的时区为UTC+01:00、UTC+02:00（夏令时）。

## 行政
瓦卢瓦地区托尔西的邮政编码为02810，INSEE市镇编码为02744。

## 政治
瓦卢瓦地区托尔西所属的省级选区为维莱科特雷县。

## 人口

1962-2008年间瓦卢瓦地区托尔西人口变化图示

瓦卢瓦地区托尔西于2022年1月1日时的人口数量为77人。